# Château Pichon Longueville Comtesse de Lalande
Ne doit pas être confondu avec Château Pichon-Longueville.
Le château Pichon Longueville Comtesse de Lalande, est un domaine viticole de 85 ha situé à Pauillac en Gironde. Situé en AOC pauillac, il est classé deuxième grand cru dans la classification officielle des vins de Bordeaux de 1855.

## Histoire

### Château Pichon-Longueville
En 1689, Pierre Desmezures de Rauzan, négociant en vins et régisseur des domaines de Latour et de Margaux, achète des vignes à Pauillac pour y créer l'Enclos Rauzan. Quand sa fille Thérèse épouse en 1694 Jacques Pichon (1649-1731), baron de Longueville, les vignes entrent dans la dot. Le domaine prend alors le nom de Pichon Longueville.

### Château Longueville-Lalande
En 1850, après la mort du propriétaire, le baron Joseph Pichon de Longueville (1760-1849), le domaine Pichon-Longueville est partagé entre le baron Raoul Pichon (1787-1864), donnant naissance au domaine de Pichon Baron, et ses trois sœurs, donnant naissance au domaine Pichon Comtesse. Une des filles, Virginie (1794-1882), comtesse de Lalande, prend la direction du domaine et commande à l'architecte bordelais Henri Duphot, un château inspiré de l'hôtel de Lalande situé à Bordeaux où son mari, le comte Henri-Charles de Raymond de Lalande (1788-1877), avait passé son enfance.

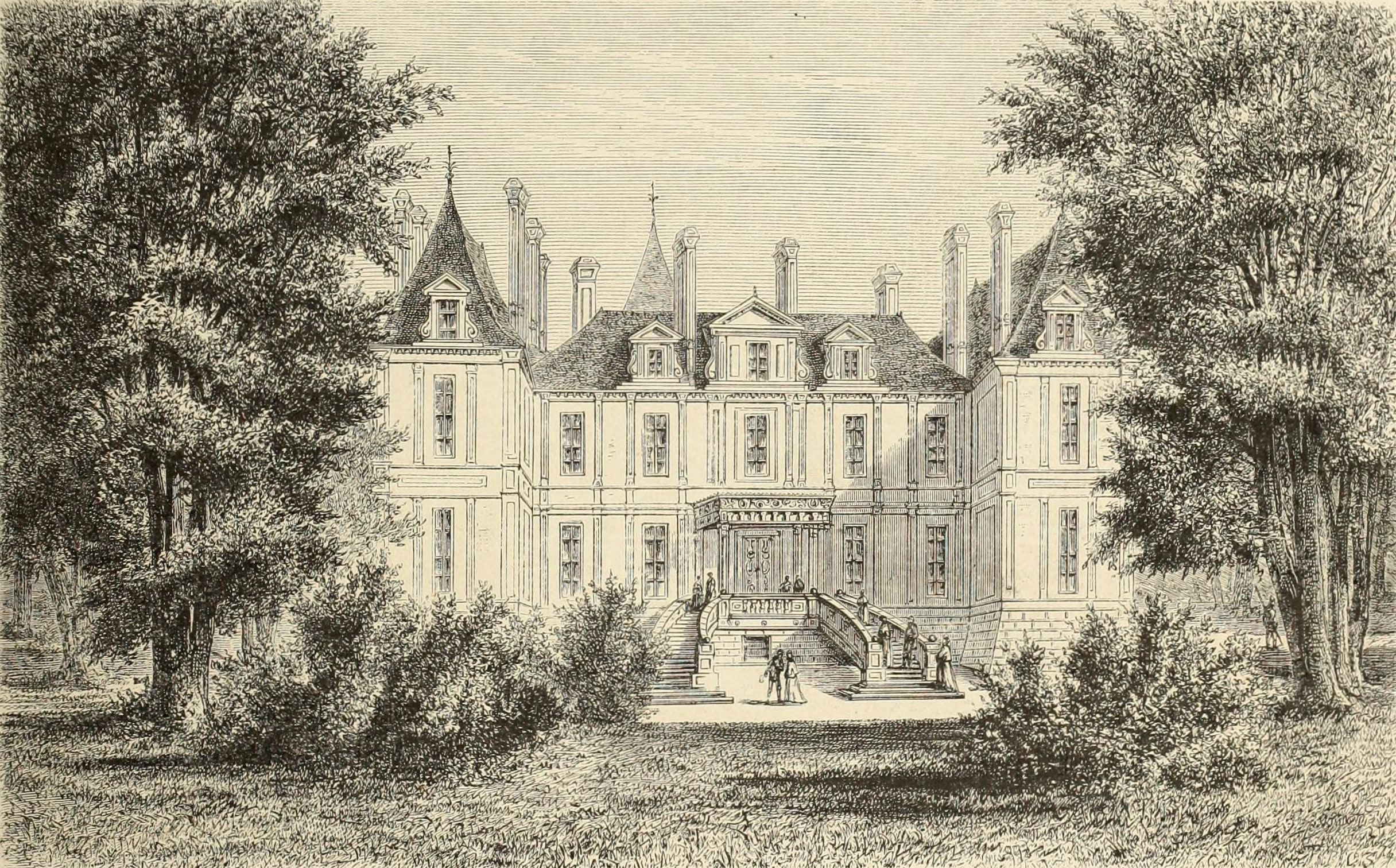
Le château en 1868.

En 2007, le domaine est racheté par la maison de Champagne Louis Roederer.

## Terroir
Particularité pour un château de Pauillac, le domaine possède 11 hectares sur la commune de Saint-Julien.

## Vins
Le domaine produit deux vins :

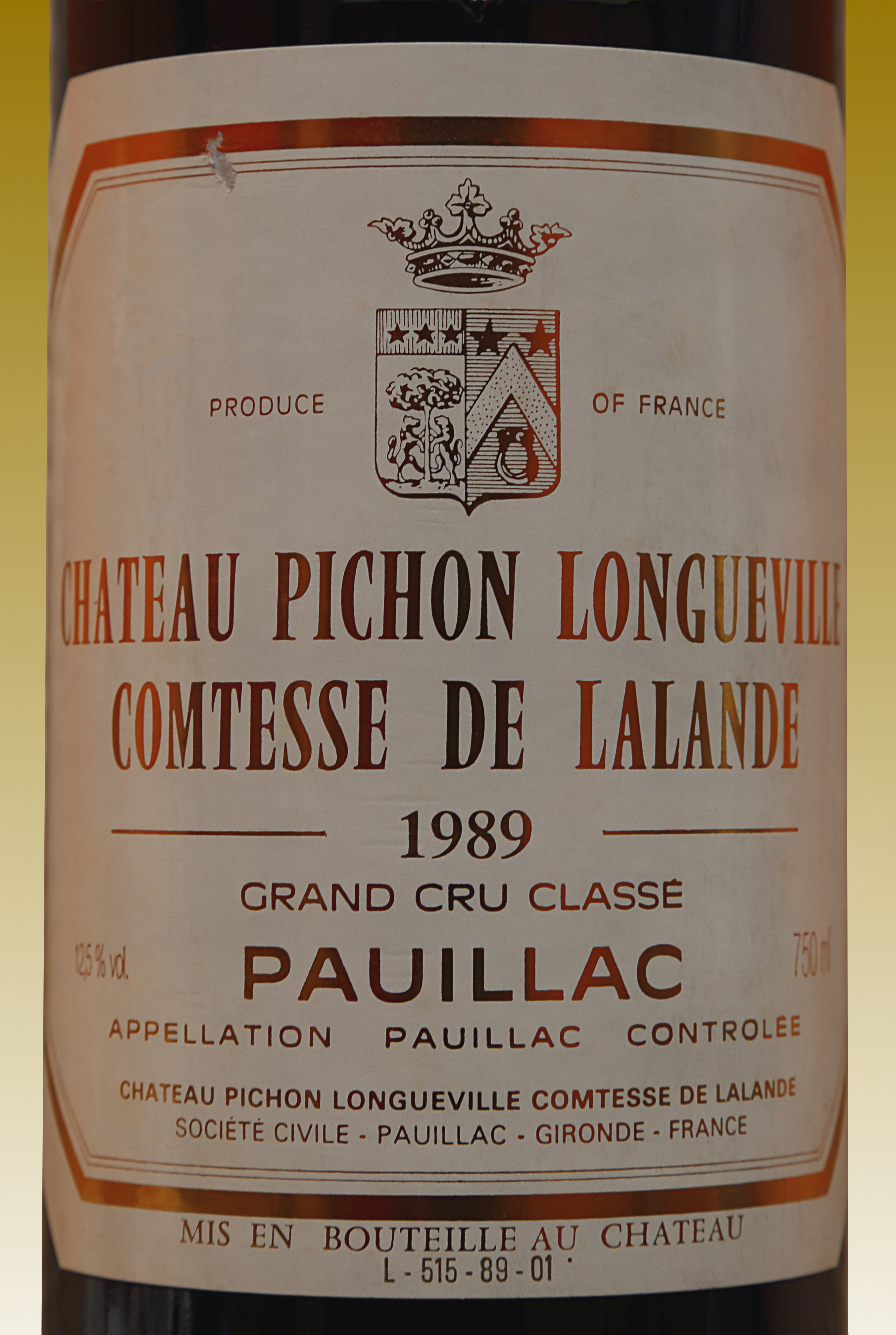
Étiquette de Château Pichon Longueville Comtesse de Lalande 1989.

- le grand vin, deuxième grand cru classé ;
- le second vin, la « Réserve de la Comtesse ».